# Алфред Біміш
Алфред Біміш (англ. Alfred Beamish; 6 серпня 1879 — 28 лютого 1944) — колишній британський тенісист.
Найвищим досягненням на турнірах Великого шолома були фінали в одиночному та парному розрядах.
Завершив кар'єру 1921 року.

## Фінали турнірів Великого шолома

### Одиночний розряд (1 поразка)
| Результат | Рік  | Турнір                | Покриття | Суперник          | Рахунок                 |
| --------- | ---- | --------------------- | -------- | ----------------- | ----------------------- |
| Поразка   | 1912 | Чемпіонат Австралазії | Трава    | Джеймс Сесіл Парк | 6–3, 3–6, 6–1, 1–6, 5–7 |

### Парний розряд (1 поразка)
| Результат | Рік  | Турнір                | Покриття | Партнер    | Суперники                         | Рахунок       |
| --------- | ---- | --------------------- | -------- | ---------- | --------------------------------- | ------------- |
| Поразка   | 1912 | Чемпіонат Австралазії | Трава    | Ґордон Лоу | Джеймс Сесіл Парк Чарлз П. Діксон | 6–4, 6–4, 6–2 |